# 日本テレビサービス
株式会社日本テレビサービス（にほんテレビサービス、英: Nippon Television Service Inc.）は、日本テレビ放送網株式会社の連結子会社で、日本テレビの番組キャラクターグッズの企画・販売を主に行う企業。「日テレ屋」の店舗を展開している他、全国のアンパンマンミュージアム内グッズショップの運営や番組販売も行っている。通称は日テレサービス（にっテレサービス）。

## 店舗

### 日テレ屋
汐留店
- 東京都港区東新橋1-6-1 日本テレビタワーB1F・B2F

東京駅店
- 東京都千代田区丸の内1-9-1 東京駅一番街内

### アンパンマンのできたてステーション
福岡
- 福岡県福岡市博多区下川端町3-1 博多リバレイン5F 福岡アンパンマンこどもミュージアムinモール内

## 沿革
- 1972年4月 - 設立。東京都新宿区の正力タワー建設予定地だった場所に都内最大のゴルフ練習場「日本テレビゴルフガーデン」を開設。
- 1978年3月 - 「日本テレビ・読売新聞新宿住宅総合展示場」を新宿に開設。[1]
- 1979年2月 - 日テレ四番町別館竣工に伴い、ビルの総合管理業務を受託。
- 1980年2月 - 子会社（株）クリーンアップ（現・（株）日本テレビワーク24）を設立。
- 1980年7月 - 日本テレビ主催の文化・スポーツ事業の運営及び自社イベントの企画運営を開始。
- 1981年4月 - 損害保険代理店として、大蔵省（当時）より登録許可を取得し、業務を開始。
- 1983年9月 - 生命保険代理店として、大蔵省（当時）より登録許可を取得し、業務を開始。
- 1985年4月 - 日本テレビ番組キャラクターグッズの企画・販売を開始。
- 1986年9月 - 全国高等学校サッカー選手権大会の事務局運営の受託業務を開始。
- 1987年11月 - 『天才・たけしの元気が出るテレビ!!』グッズの専門店「元気ハウス店」を原宿竹下通りに開設。
- 1992年10月 - 茨城県牛久市に「日本テレビ牛久住宅展示場」（後の日本テレビハウジングプレイスうしく）開設。
- 1993年4月	 - 「松井秀喜ホームランカード」の企画・制作・販売業務を開始。
- 1993年5月 - プロサッカークラブ「ヴェルディ川崎」（後の東京ヴェルディ1969）のクラブショップ「Verdino」開設。
- 1995年5月 - 日本テレビ本社（現・麹町分室）内にて、「なんだろうSHOP」の運営を開始。
- 1996年10月 - 一般労働者派遣事業許可を取得し、業務を開始。
- 1997年6月 - 日本テレビIT業務一部を受託。
- 1997年7月 - 『とんねるずの生でダラダラいかせて!!』の企画から生まれたラーメン店「でび」を渋谷区道玄坂に開設。
- 1997年12月 - 新宿社有地売却に伴い、「日本テレビゴルフガーデン」を閉鎖。
- 2001年4月 - 日本テレビより国内番組販売業務を受託。
- 2001年8月 - 日本テレビの汐留移転に伴い、ビルマネジメント業務を受託。
- 2001年9月 - 「日本テレビ・読売新聞新宿住宅総合展示場」を閉鎖し、「日本テレビハウジングプレイス杉並」を開設。
- 2003年7月 - 日本テレビ汐留新社屋（日本テレビタワー）にて、「日テレ屋」の運営を開始。
- 2006年3月 - プライバシーマークを取得。
- 2006年8月 - 「日本テレビハウジングプレイス杉並」を閉鎖。
- 2006年9月 - ビルマネジメント業務を（株）日本テレビワーク24へ移管。IT業務を（株）日テレITプロデュースへ営業譲渡。
- 2007年4月 - 日本テレビ主催の高校サッカー事務局を含むスポーツ・文化事業関連業務を（株）日テレイベンツへ移管。横浜アンパンマンこどもミュージアム&モールに店舗を開設。
- 2007年7月 - ISO14001認証登録を取得。
- 2008年3月 - 東京駅一番街「東京キャラクターストリート」に「日テレ屋東京駅店」を開設。
- 2008年6月 - 子会社（株）日本テレビワーク24を売却。
- 2009年4月 - 「ジャイアンツ・ウィニング・ゲームカード」の企画・制作・販売業務を開始。
- 2010年11月 - コミーゴ（株）を設立。
- 2011年4月 - 仙台アンパンマンこどもミュージアム&モールに店舗を開設。
- 2013年4月 - 神戸アンパンマンこどもミュージアム&モールに店舗を開設。
- 2014年4月 - 福岡アンパンマンこどもミュージアムinモールに店舗を開設。
- 2016年2月 - 本社を港区東新橋二丁目のルオーゴ汐留6階に移転。